# Rıza Yıldırım
Rıza Yıldırım (* 6. května 1987) je turecký zápasník–volnostylař.

## Sportovní kariéra
Pochází ze zápasnické rodiny z Turhalu. Od útlého dětství se věnoval národnímu zápasu (karakucak). S volným stylem začínal v 11 letech v Tokatu. Kvůli studiím se později přesunul do Bursy, kde zápasí za klub Bursa B.B. SK. Jaky talentovaný junior se v turecké mužské reprezentaci nemohl ve váze do 96 (97) kg prosadit. V roce 2013 nahradil končícího Serhata Balcıho na pozici reprezentační jedničky, ale v olympijském roce 2016 prohrál nominaci na olympijské hry v Riu s İbrahimem Bölükbaşım. Od roku 2018 se připravuje nedaleko Ankary v tréninkovém centru v Elmadağu pod vedením dagestánského trenéra Ischaka Irbajchanova.

## Výsledky
| Olympijské hry     | —  |    |    |    | — |   |   |   | — |     |     |   | — |     |     |  |  |  |  |  |  |  |  |  |
| Mistrovství světa  |    | —  | —  | —  |   | — | — | — |   | úč. | —   | — |   | úč. | —   |  |  |  |  |  |  |  |  |  |
| Evropské hry       |    |    |    |    |   |   |   |   |   |     |     | — |   |     |     |  |  |  |  |  |  |  |  |  |
| Mistrovství Evropy | —  | —  | —  | —  | — | — | — | — | — | —   | úč. | — | — | 1.  | úč. |  |  |  |  |  |  |  |  |  |
| MS juniorů         | —  | 2. | 3. | 3. |   |   |   |   |   |     |     |   |   |     |     |  |  |  |  |  |  |  |  |  |
| ME juniorů         | —  | 1. | 3. | —  |   |   |   |   |   |     |     |   |   |     |     |  |  |  |  |  |  |  |  |  |
| ME dorostenců      | 1. |    |    |    |   |   |   |   |   |     |     |   |   |     |     |  |  |  |  |  |  |  |  |  |